# Serie del Caribe 2007
La Serie del Caribe 2007 fue la 49.ª edición del clásico caribeño, un evento deportivo de béisbol profesional, que se disputó en el Estadio Roberto Clemente Walker, ubicado en la ciudad de Carolina, Puerto Rico. Esta serie reunió a los equipos de béisbol profesional campeones de los países que integran la Confederación del Caribe: Venezuela, Puerto Rico, México y República Dominicana.
La Serie se realizó del 2 al 7 de febrero de 2007 y que ganó el representante Dominicano Águilas Cibaeñas.  
Para esta edición, los equipos profesionales clasificados fueron:
- México: Naranjeros de Hermosillo
- República Dominicana: Águilas Cibaeñas
- Puerto Rico: Gigantes de Carolina
- Venezuela: Tigres de Aragua

## Resultados
| Posiciones   | Equipos                                   |
| ------------ | ----------------------------------------- |
| Campeón      | - República Dominicana - Águilas Cibaeñas |
| Subcampeón   | - México - Naranjeros de Hermosillo       |
| Tercer lugar | - Puerto Rico - Gigantes de Carolina      |
| Cuarto Lugar | - Venezuela - Tigres de Aragua            |

### Juegos del 2 de febrero
- Venezuela 3 - 4 Dominicana
- México 1 - 11 Puerto Rico

En esta jornada se jugó el juego más largo de la historia de la Serie del Caribe, cuando Venezuela y Dominicana permanecieron empate por 18 entradas, jugando un total de 6 horas con 15 minutos. El partido finalizó con un bombo de sacrificio al jardín central para impulsar al jugador de tercera.
A segunda hora Puerto Rico aprovechó la errática defensa de los jardineros mexicanos para aplastar a México, liderados por Alex Cora, Puerto Rico ganó por 10. Giancarlo Alvarado, lanzador de Puerto Rico, permitió dos sencillos en 6 entradas lanzadas.

### Juegos del 3 de febrero
- República Dominicana 9 - 0 México
- Puerto Rico 6 - 3 Venezuela

Dominicana fue liderado por la ofensiva de Tony Batista y sus dos cuadrangulares para apalear a México 9-0. México ha permitido 20 carreras en dos encuentros. A segunda hora Puerto Rico y Venezuela jugaron un partido cerrado donde los errores de Venezuela en los momentos clave le costaron el juego. Venezuela cometió un total de tres errores uno de ellos hechos por Nestor Guaramato, además de un balk que le costó una carrera.

### Juegos del 4 de febrero
- México 3 – 13 Venezuela El partido inició temprano con siete carreras anotadas por los Tigres de Aragua, Los Naranjeros de Hermosillo no pudieron recuperarse.
- Puerto Rico 0 – 12 República Dominicana Continuando con su secuencia de victorias las Águilas Cibaeñas aplastaron a los Gigantes de Carolina basándose en una sólida ofensiva.

### Juegos del 5 de febrero
- República Dominicana 7 – 1 Venezuela Basándose en su excelentes lanzadores, las águilas mantienen su invicto al derrotar nuevamente a Venezuela.
- Puerto Rico 4 - México 2 (10)

### Juegos del 6 de febrero
- México 3 - 9 República Dominicana
- Venezuela 5 - 3 Puerto Rico

### Juegos del 7 de febrero
- Venezuela 3 - 4 México
- República Dominicana 0 - 1 Puerto Rico

| Bandera de la República Dominicana |
| Campeón Águilas Cibaeñas           |
| Quinto título                      |